# Loquillo
José María Sanz Beltrán, connu sous le pseudonyme de Loquillo ou Loco, né le 21 décembre 1960 à Barcelone, est un chanteur de rock espagnol.
En 2015, il reçoit la Médaille d'or du mérite des beaux-arts, décernée par le Ministère de l'Éducation, de la Culture et des Sports.

## Discographie

### Loquillo y los Intocables
- 1980- Los tiempos están cambiando, Cúspide
- 1981- Rock and Roll Star (single), Cúspide
- 1981- Esto no es Hawaii (single), Cúspide
- 1982- Autopista (single)

## Histoire
Né dans le quartier d’El Clot, à Barcelone, le 21 décembre 1960. Le premier groupe qu’il a formé s’est appelé Teddy Loquillo et ses amis, aux côtés de Carlos Segarra (membre actuel des rebelles), mais il a eu peu de succès. Puis, en 1980, sont nés Loquillo et Los intocables, avec lesquels il est arrivé à enregistrer un disque et quelques simples. À cette époque, il a dû accomplir son service militaire et, en son absence, le groupe s’est désintégré. Mais Sabino Méndez, guitariste et auteur de la plupart de ses chansons, décida de l’attendre et se proposa de chercher de nouveaux musiciens pour une future formation. Les recherches se sont terminées à Vich, où elle a rencontré trois musiciens qui répondaient à ses attentes : Ricard Puigdomènech, Jordi Vila et Josep Simon Ramirez. Après le retour de Loquillo, ils entreprendraient une nouvelle démarche, formant le groupe qui les a consolidés et qui l’a accompagné jusqu’en 2007 : Loquillo et troglodytes, qui ont fait leurs débuts devant le public à Tomelloso (Ciudad Real) en été 1983. 
Malgré l’abandon de Sabino Méndez en 1989 (pour des problèmes d’héroïne et des différences avec les autres), et malgré les allées et venues continues des autres composants, le groupe est resté en vie pendant 25 ans. En 2007, à la suite de l’abandon de Josep Simon, dernier membre fondateur qui lui restait et propriétaire légal du nom, Loquillo a décidé de se passer de l’appellation troglodyte, faisant valoir qu’il n’y avait plus aucun des membres originaux. 
- Bien que le rock ait été sa pierre angulaire, il a aussi aimé essayer d’autres styles. En fait, à ses débuts, on en est venu à dire qu’il était trop rocker pour les punks, et trop punk pour les Rockers. Plusieurs années plus tard, selon la devise de Gabriel Celaya, la poésie est une arme chargée d’avenir, il a édité deux disques de poèmes, avec la musique et l’adaptation de son ami Gabriel Sopeña : La vie devant et Avec élégance, où il fait entendre la voix de poètes du calibre d’Octavio Paz, Pablo Neruda, Pedro Salinas ou Jaime Gil de Biedma, entre autres.   Depuis 2000 commence la collaboration avec Jaime Stinus dans les travaux de production de l’album Cuir espagnol.   En 2001, il dédie une chanson au légendaire acteur John Wayne, avec le titre en espagnol de son épitaphe : Fée, forte et formelle.   En plus de chanteur, il a aussi joué un rôle secondaire sur le grand écran, il a participé à l’oeuvre du réalisateur Mario Camus (prestigieux réalisateur de la primée cannoise Los santos inocentes) pour incarner le personnage Efrén Castells dans le film La Ville des prodiges; il a aussi collaboré comme chroniqueur dans divers journaux, et a écrit deux romans, El chico de la bomba et Barcelona Ciudad. En 2008, il représente un phalangiste dans le film La Bonne Nouvelle d’Helena Taberna. Il a également participé à la BSO de Mujeres de pie de guerra et Vindication, deux longs métrages dirigés par sa compagne sentimentale, Susana Koska.   Séparation définitive des troglodytes en 2008 avec l’édition de Balmoral, album hommage au madrilène où ils se réunissaient avec d’autres musiciens, intellectuels et artistes. Produit par Jaime Stinus, Balmoral a été nommé au Grammy Latino 20081 dans la catégorie Meilleur album de Rock Vocal, qui a finalement été attribué à son ami Andrés Calamaro pour son album La Langue Populaire.   Le 17 novembre 2009 est sorti un album où Loquillo présentait les 30 ans de sa carrière musicale (1980-2010) dans une édition de luxe, 99 chansons sur 5 CD, 3 DVD avec des clips vidéo, du matériel supplémentaire, etc., sous le titre Loquillo Rock & Roll Star 30 ans / 1980-2010.   Le 3 décembre 2010, Loquillo a été condamné à trois mois de prison pour avoir agressé un homme dans un bar de la capitale guipuzcoan.2   En 2011, Loquillo a lancé un album de poèmes musicés de Luis Alberto de Cuenca intitulé Son nom était celui de toutes les femmes.3 La musique et les adaptations ont été réalisées par Gabriel Sopeña.   Actuellement, Loquillo est le présentateur d’une émission intitulée American Chopper, qui est diffusée sur la chaîne de télévision Discovery Max. Il s’agit de la famille Teutul d’Orange County Choppers.   Par curiosité, le surnom de Loquillo lui a été donné par le célèbre joueur de basket-ball Epi, avec lequel il a joué dans les catégories inférieures.4 Pendant sa période de basket-ball, a été dirigé par l’un des entraîneurs espagnols les plus primés de l’histoire : Aíto García Reneses.4   En mars 2015, Loquillo et le groupe The Nu Niles ont lancé un album intitulé Code Rocker avec 14 chansons qui couvrent sa carrière professionnelle de 1980 à nos jours, plus un thème du groupe rockabilly The Nu Niles, avec qui il partit ensuite en tournée.   Le 22 avril 2016, il a lancé un nouvel album en solo, Vent de l’Est. L’album est composé de 12 chansons, dont une version de "J’ai oublié de vivre".   En 2016 et 2017, il réalise la tournée "Santé et Rock & Roll", qui l’amène à jouer dans toute l’Espagne, Londres et Dublin, et à enregistrer sur CD et DVD un direct dans Les Ventes. La tournée se termine le 15 décembre 2017 au WiZink Center de Madrid.   En 2017, il a reçu la Médaille d’honneur de Barcelone décernée par la municipalité de Barcelone.5   Actuellement, Loquillo compte de nombreux fans dans le monde entier. Il existe plusieurs sièges sociaux en l’honneur du chanteur barcelonais à Lasarte-Oria (Guipúzcoa), à Valence et à Barcelone. Il compte également un fan club (Loquillo Fan Club) et différentes pages de soutien sur les réseaux sociaux comme Loquillo Fanatics, Viva el Loco ou Rock and roll attitude.   En 2018, à l’occasion de son 40e anniversaire, Loquillo lance le triple CD de compilation Rock and Roll Attitude, qui comprend une nouvelle version inédite du Roi du Glam, le thème qui a déjà été un succès dans sa version originale de l’Alaska et Dinarama.6 Annonce également onze concerts en Espagne de sa tournée 40 ans de Rock and Roll Actitude.7   Loquillo écrit des articles sur le blog du monde entier .Il existe plusieurs sièges sociaux en l’honneur du chanteur barcelonais à Lasarte-Oria (Guipúzcoa), à Valence et à Barcelone. Il compte également un fan club (Loquillo Fan Club) et différentes pages de soutien sur les réseaux sociaux comme Loquillo Fanatics, Viva el Loco ou Rock and roll attitude.   En 2018, à l’occasion de son 40e anniversaire, Loquillo lance le triple CD de compilation Rock and Roll Attitude, qui comprend une nouvelle version inédite du Roi du Glam, le thème qui a déjà été un succès dans sa version originale de l’Alaska et Dinarama.6 Annonce également onze concerts en Espagne de sa tournée 40 ans de Rock and Roll Actitude.7   Loquillo écrit des articles sur le blog d’elmundo.es et en différentes semaines où nous pouvons voir ses critiques et ses opinions sur des sujets d’actualité.   Il réside actuellement à Laguardia (Álava)

### Loquillo y Trogloditas
Albums live et studio :
- 1983- El ritmo del garaje, Tres Cipreses
- 1984- ¿Dónde estabas tú en el 77?, DRO/Tres Cipreses
- 1985- La Mafia del Baile, Hispavox
- 1987- Mis problemas con las mujeres, Hispavox
- 1988- Morir en Primavera, Hispavox
- 1989- ¡A por ellos...! que son pocos y cobardes (double live), Hispavox
- 1991- Hombres, Hispavox
- 1993- Mientras respiremos, Hispavox
- 1996- Tiempos asesinos, Hispavox
- 1997- Compañeros de viaje (double live), EMI-Hispavox*2000- Cuero español, EMI-Odeón
- 2000- Cuero Español, EMI Music Spain
- 2001- Feo, fuerte y formal, Konga Music/Blanco y Negro
- 2004- Arte y ensayo, DRO East West
- 2006- Hermanos de Sangre (double live + DVD), DRO Atlantic

### Rééditions
- 2001- El ritmo del garage, DRO East West/3 Cipreses
- 2005- ¡A por ellos...! que son pocos y cobardes, EMI-Hispavox
- 2007- Compañeros de viaje, EMI-Hispavox

### Compilations
- 1987- Loquillo & Sabino 1981-1984, DRO/Tres Cipreses
- 1993- Héroes de los 80, DRO
- 1997- Simplemente lo mejor, Hispavox
- 1998- 1978-1998, Hispavox
- 2002- Historia de una actitud * 25 años de Rock & Roll* (compilation + DVD), EMI-Hispavox
- 2007- The Platinum Collection, EMI-ODEON

### Loquillo
Avec Gabriel Sopeña :
- 1994- La vida por delante, EMI-Hispavox
- 1998- Con elegancia, PICAP
- 2005- Mujeres en pie de guerra (bande-son du documentaire homonyme), DRO Atlantic

### En solo
- 1999- Nueve tragos, Zanfonia
- 2008- Balmoral

### Autres
- 1981- Loquillo y sus amigos (Los tiempos están cambiando), Cuspide - Réédition Hispavox
- 2000- Loquras (raretéd), EMI-Hispavox
- 2007- Nueve tragos (réédition remasterisée), DRO Atlantic